# Hyalinometra lemairei
Hyalinometra lemairei är en fjärilsart som beskrevs av Claude Herbulot 1972. Hyalinometra lemairei ingår i släktet Hyalinometra och familjen mätare. Inga underarter finns listade i Catalogue of Life.